# Bykowscy herbu Gryf

Gryf - herb Bykowskich

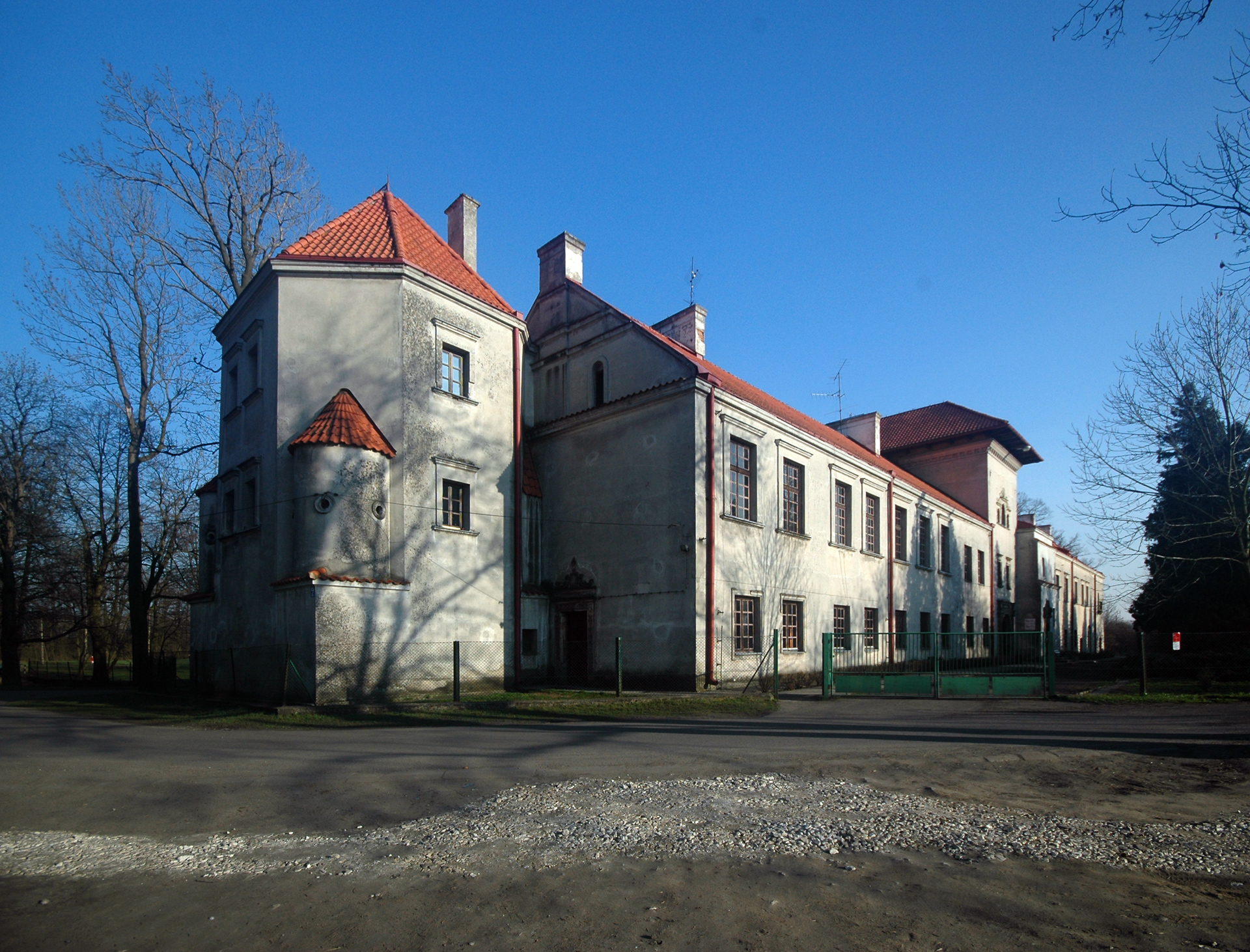
Zamek Byki - siedziba rodowa Bykowskich

Bykowscy, także Jaksa Bykowscy, Jaxa-Bykowscy – polska rodzina szlachecka pieczętująca się herbem Gryf, a będąca gałęzią małopolskiego rodu możnowładczego Gryfitów. 
Nazwisko Bykowski pochodzi od dawnej wsi Byki w województwie sieradzkim, gdzie w okresie I Rzeczypospolitej znajdowało się gniazdo rodowe rodziny i główna siedziba ich klucza.

## Historia rodziny Bykowskich
W 1416 właścicielami Byków byli Wojciech i Mikołaj.
Stanisław Bykowski (zm. 1624), najpierw kasztelan konarski (1585), potem łęczycki (1595), wojewoda sieradzki (1611), a także starosta sieradzki (1588) ufundował kaplicę w piotrkowskim kościele Dominikanów. Jego synami byli: jezuita Adrian (zm. 1617), poległy w czasie wyprawy na Moskwę - Baltazar, dworzanin królewski i starosta sieradzki - Jan, Piotr (zm. 1633), kasztelan sieradzki - Przemysław (zm. 1649).
W połowie XIX w. ze szlachectwa wylegitymowali się następujący Jaxa-Bykowscy: Feliks Erazm, syn Baltazara, Walenty, syn Ignacego, Józef Leon, syn Andrzeja oraz synowie Józefa Leona - Henryk i Władysław.
Tenże Władysław Jaxa-Bykowski, żonaty z Teresą Walewską, był w pierwszej połowie XIX w. właścicielem Głupic, w których wybudował murowany dwór. Ich dziećmi byli:
- Józef (1841-1863) – student Szkoły Głównej, uczestnik powstania styczniowego, walczył w oddziale Teodora Cieszkowskiego.
Ta formacja powstańcza została rozbita 10 kwietnia 1863 pod Broszęcinem. Zginął tego samego dnia, w dworze Kozłowskich 
w Leśniakach, zabity przez kozaków.
- Julia (1846-1914), która wyszła za mąż za Bronisława Łuczyckiego.